# Ковалевка (Смоленский район)
Ковалевка — деревня в Смоленском районе Смоленской области России. Входит в состав Пригорского сельского поселения. Население — 196 жителей (2010 год). 
Расположена в западной части области в 3 км к юго-востоку от Смоленска, в 0,5 км южнее автодороги А141 Орёл — Витебск. В 8 км восточнее деревни расположена железнодорожная станция Тычинино на линии Смоленск — Рославль. 

## История
В годы Великой Отечественной войны деревня была оккупирована гитлеровскими войсками в июле 1941 года, освобождена в сентябре 1943 года. 